# 皮科尔内
皮科尔内（法語：Puycornet，法語發音：[pɥikɔʁnɛ]）是法国奧克西塔尼大區塔恩-加龙省的一个市镇，属于蒙托邦区。

## 地理
皮科尔内（44°9'16"N, 1°19'6"E）面积27.46 平方千米，位于法国奧克西塔尼大區塔恩-加龙省，该省份为法国西南部内陆省份，北起顺时针与洛特省、阿韦龙省、塔恩省、上加龙省、热尔省和洛特-加龙省接壤。
与皮科尔内接壤的市镇（或旧市镇、城区）包括：洛诺尔德科斯、拉巴特、拉弗朗赛斯、米拉贝尔、莫利耶尔、皮克科斯、瓦兹拉克。

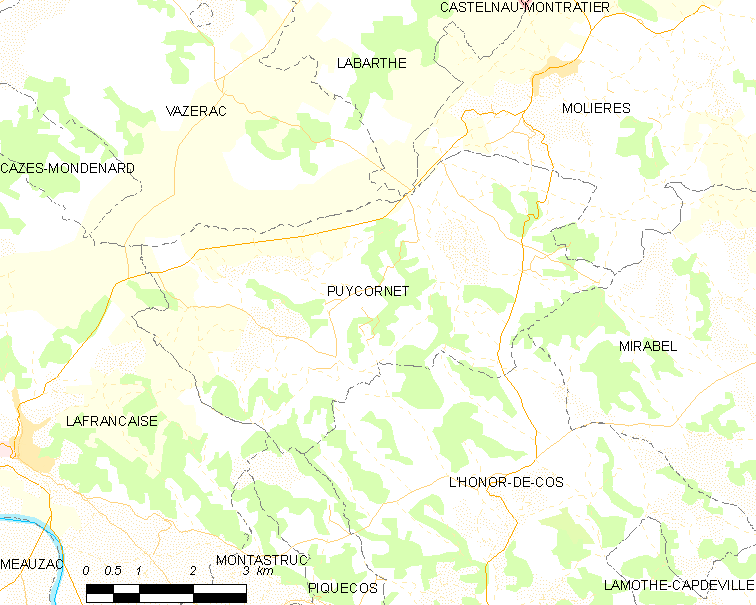
皮科尔内的OSM定位图

皮科尔内的时区为UTC+01:00、UTC+02:00（夏令时）。

## 行政
皮科尔内的邮政编码为82220，INSEE市镇编码为82144。

## 政治
皮科尔内所属的省级选区为塞尔地区-南凯尔西县。

## 人口

1962-2008年间皮科尔内人口变化图示

皮科尔内于2022年1月1日时的人口数量为772人。